# 少額訴訟制度
少額訴訟制度（しょうがくそしょうせいど）とは、日本の民事訴訟において、60万円以下の金銭の支払請求について簡易裁判所で争う裁判制度である。
民事訴訟法に規定がある（368条から381条まで）。

## 背景
この制度が設けられるまで、金銭の支払いに関わるトラブルを法的に解決するためには、通常の民事訴訟で債務の支払いを求めた。しかし、訴訟金額が少額である場合、例えば
- アルバイト・パート賃金の不払い
- 賃貸住宅からの退去に際して敷金の返却がなされない
- 個人間の金銭の貸し借りで少額なもの

などでは、わざわざ裁判に持ち込むには時間の面や訴訟費用の面で見合わず、結局、泣き寝入りせざるをえなくなる。そこで、海外の簡便な訴訟制度（Small claims court）をモデルとして、少額の金銭のトラブルに限り、個人が自分で手続を行えるように配慮し、訴訟費用を抑え、迅速に審理を行う制度として1998年（平成10年）に設けられた。当初は訴額30万円以下の訴訟に限ったが、予想を超える利用があり、また異議申立ても少なかったことから、概ね制度としては好評と見られたようであり、2003年（平成15年）の民事訴訟法改正で取り扱い枠が広げられ、現在は訴額60万円以下を取り扱うようになった。

## 特徴
債権の目的が金銭の支払いに限られ、また取り扱う金額に制限がある。一方で、原則1日で審理を終えて迅速に判決を得られる。簡易・迅速に審理を行うため、通常訴訟に比べて下記のような特徴や制約がある。
- 同一の簡易裁判所において同一の年に少額訴訟ができる回数は10回までであり、訴えの提起の際にその年に少額訴訟を求めた回数を申告しなければならない（第368条第1項、第3項、民事訴訟規則第223条）。
  - 個人の利用を想定した制度であり、業としての債権回収に多用されることや、そのために個人の訴訟手続が圧迫されるのを防止するためである。
  - 回数を偽って申し立てた場合は、10万円以下の過料に処せられる（第381条第1項）。
- 通常は1日で審理を終え、その日のうちに判決が下される（第370条、第374条）。
  - 証拠、証人等は、1日で扱える内容に限られる（第371条）。
  - その場で吟味ができない証拠等がある場合、鑑定が必要な場合や、口頭弁論が1回で終わらないと判断された場合は、裁判官の職権で通常訴訟に移行される。これは原告・被告ともに拒否できない。
- 被告は通常訴訟への移行、被告側管轄の裁判所への移送を申し立てることができる（第373条第1項）。
  - 通常訴訟への移行申立ては口頭弁論における陳述前までに行う必要がある。原告は通常訴訟への移行を拒否できない。
  - 裁判所が被告側管轄の裁判所への移送を決定した場合、原告は拒否はできない。ただし、移送申立は却下されることが多い[注釈 2]。
- 被告は反訴ができない（第369条）。
  - 反訴も扱うと審理が複雑になり簡易・迅速な審理を旨とする少額訴訟制度の目的から逸脱するためである。
  - 反訴を行う場合は通常訴訟への移行を申し立ててから行う。
- 被告に資力がない場合は、判決で分割払い、支払の猶予などを定めることができる（第375条第1項）。
- 控訴ができない（第377条）。ただし、判決に不服がある場合は異議申立てができる（第378条）。
  - 異議審は口頭弁論前まで差し戻され、その後の訴訟の流れは通常訴訟と同じであるが、異議後の判決に対して控訴ができない（第380条1項）。ただし特別上告は可能（第380条2項）。
  - 通常訴訟の控訴審や上告審では裁判所が変わり裁判官も交代になるのと異なり、少額訴訟の異議審は同一の簡易裁判所で同じ裁判官が再度審理するので、新たな証拠を出さない限り、原則として判決が覆ることはない。

## 課題
架空請求詐欺で業者が被害者を威嚇する手段としてこの制度が悪用される事例がある。実態の無い債務の弁済や、サービスの利用料の支払いを求めて少額訴訟を起こすもので、一つには、本当に起訴され被告となった以上は裁判所もこの請求が正当と認めて受け付けたのであり、到底覆すことができないと被害者に錯誤させて威圧するために裁判制度を利用するものである。平行して業者から被害者に改めて接触し起訴事実を根拠に支払いに同意させる。

いま一つは欠席裁判を狙うものである。架空請求詐欺への対応として「身に覚えのない請求は無視せよ」と推奨され世間でもその様に認識されているのを逆手に取ったもので、被害者が裁判所からの訴訟通知も無視して出廷しないことを期待し、欠席裁判に持ち込んで債権に法的根拠を得て支払いを強制することを狙う。
法務省では、裁判手続を利用した詐欺行為に関して、訴状を放置しないように注意喚起を行っており、身に覚えのない請求であっても、裁判所の正規の書類が送られてきた場合は訴訟手続に則って適切に反論する必要がある。
実際に、架空請求と思われる件について審理が行われた例がある。この事件では、被告は弁護士の協力を得て、詐欺業者の訴訟取下げを認めず通常訴訟への移行を申し立てると共に、慰謝料の支払いを求める反訴を行った。業者側が一度も出頭しなかったため、原告の本訴請求（架空請求）は退けられ、被告の反訴請求（慰謝料支払い）は認められた。